# Gathenhielmska trädgården

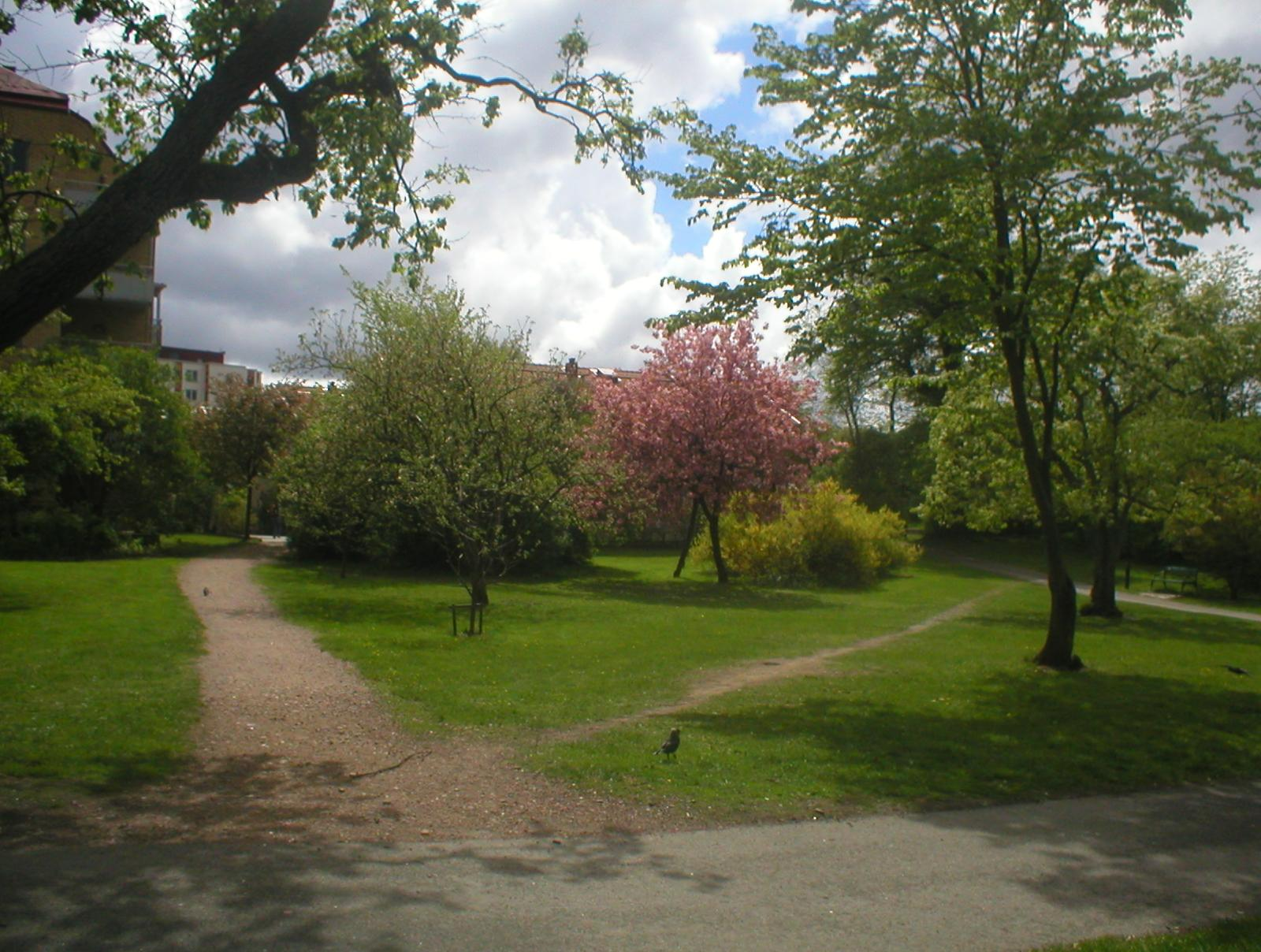
Gathenhielmska trädgården

Gathenhielmska trädgården, är en tidigare trädgård, nu till större delen offentlig park i Majorna, Göteborg som ingår i Kulturreservatet Gathenhielm. Trädgården som tidigare var en hästhage, har anor från 1700-talet. Den har hållits fri från bostadsbyggande bland annat genom en ändring av stadsplanen år 1933. Den avgränsas av Gathenhielmska huset, Jedeurska trädgården, Söderlingska Trädgården och Bangatan.